# Detlev Arens
Detlev Arens (* 1948 in Siegen) ist ein deutscher freier Autor und Journalist. Er ist vor allem als Verfasser von Kunst-Reiseführern hervorgetreten.

## Leben
Arens studierte an der Universität zu Köln Germanistik, Philosophie und Theaterwissenschaften. 1980 wurde er mit der Dissertation Untersuchungen zu Arthur Schnitzlers Roman „Der Weg ins Freie“ an der Gesamthochschule Wuppertal zum Dr. phil. promoviert.
Seit 1985 hat er sich einen Namen als Verfasser mehrerer Bildbände sowie einer Reihe von Kunst-Reiseführern, die sich vornehmlich an Kulturtouristen richten, gemacht. In diesen Führern, die er zumeist in der DuMont-Verlagsgruppe herausbrachte, stellte er unter anderem die Ardennen, Flandern sowie das Rheinland vor. Über die Städte Köln und Prag schrieb er mehrere Bücher. 2001 veröffentlichte er im Deutschen Taschenbuch Verlag (dtv) eine Biografie Franz Kafkas. Außerdem ist er Autor zahlreicher Radio-Essays zu kunsthistorischen und philosophischen Themen. Arens hat auch mehrere Naturbücher verfasst, darunter eines über die Wahner Heide (2006). Ende 2010 legte er – passend zum „Internationalen Jahr der Wälder 2011“ – das Buch der Der deutsche Wald vor. Arens, der lange in Köln lebte, wohnt seit 1999 mit seiner Familie in Bonn-Kessenich.

## Schriften

### Eigene Bücher
- Untersuchungen zu Arthur Schnitzlers Roman „Der Weg ins Freie“. Dissertationsschrift, Wuppertal 1980 (im Druck als Band 466 in der Reihe Europäische Hochschulschriften / 01, Lang, Frankfurt am Main und Bern 1981, ISBN 3-8204-5964-2)
- Sauerland mit Siegerland und Wittgensteiner Land. Kultur und Landschaft im gebirgigen Süden Westfalens. (= DuMont-Dokumente, DuMont-Kunst-Reiseführer). DuMont, Köln 1985, ISBN 3-7701-1534-1.
- Die Ardennen. Eine alte Kulturlandschaft im Herzen Europas. (= DuMont-Dokumente, DuMont-Kunst-Reiseführer). DuMont, Köln 1988, ISBN 3-7701-1995-9.
- Prag. Kunst, Kultur und Geschichte der „Goldenen Stadt“. (= DuMont-Dokumente, DuMont-Kunst-Reiseführer). DuMont, Köln 1991 (3., aktualisierte Auflage als DuMont Kunst-Reiseführer unter dem Titel Prag. Kultur und Geschichte der „Goldenen Stadt“. DuMont-Reiseverlag, Ostfildern 2005, ISBN 3-7701-4303-5)
- Sechzig einheimische Wildpflanzen in lebendigen Porträts. DuMont, Köln 1991, ISBN 3-7701-2516-9.
- Prag. Eine Bildreise. Ellert und Richter, Hamburg 1992, ISBN 3-89234-306-3.
- Von Bäumen und Sträuchern. Fünfzig einheimische Gehölze in lebendigen Porträts. DuMont, Köln 1993, ISBN 3-7701-3147-9.
- zusammen mit Robert Stamm: Rheinland, NRW. Radwandern (Band 1), DuMont, Köln 1995, ISBN 3-7701-3428-1.
- Flandern. Das flämische Belgien – die einzigartige Städtelandschaft um Brüssel, Brügge, Gent und Antwerpen. DuMont Kunst-Reiseführer, DuMont, Köln 1997 (7., aktualisierte Auflage im DuMont-Reiseverlag, Ostfildern 2012, ISBN 978-3-7701-3005-4)
- Franz Kafka. Deutscher Taschenbuch-Verlag, München 2001, ISBN 3-423-31047-2.
- zusammen mit Florian Monheim: Gewölbe des Himmels. Die schönsten Kirchen und Kathedralen. DuMont, Köln 2001, ISBN 3-7701-5867-9.
- Das Wasser von Köln. Streifzüge durch Natur, Kultur und Geschichte. Greven, Köln 2004, ISBN 3-7743-0350-9.
- Die Wahner Heide. Artenvielfalt, Natur und Erholung. (= Entdecker-Touren). Bachem, Köln 2006, ISBN 3-7616-1987-1 .
- Köln. Eine große Stadt in Bildern. mit Fotografien von Celia Körber-Leupold, 5. Auflage, Greven, Köln 2006, ISBN 3-7743-0378-9.
- Prag. Literarische Streifzüge. Artemis & Winkler, Düsseldorf 2007, ISBN 978-3-538-07250-3.
- Rheinische Welt. Geschichten der Verbundenheit. Bouvier, Bonn 2010, ISBN 978-3-416-03300-8.
- Der deutsche Wald. Edition Fackelträger, Köln 2010, ISBN 978-3-7716-4427-7.
- Drachen und Drachentöter im Rheinland. Regionalia, Rheinbach 2014, ISBN 978-3-95540-136-8.
- Kulturführer Drachenfels. Regionalia Rheinbach 2015, ISBN 978-3-95540-136-8.
- Das ist Köln: Dom. Altstadt. Untergrund. Regionalia, Rheinbach 2016, ISBN 978-3-95540-230-3.
- Die Alpen. Narurerlebnis, Kulturgut, Sehnsuchtsort. Edition Fackelträger, Köln 2016, ISBN 978-3-7716-4679-0 (Ausgabe in französischer Sprache: Les Alpes. Nature, Culture, Habitat. übersetzt von Elise Legentil, Christine Bonneton, Chamalières(F) 2017, ISBN 978-2-86253-744-3)
- Bonn. Einzigartig. Eifelbildverlag, Daun 2019, ISBN 978-3-946328-46-9.
- Eifeler Blüten-Lese. Eifelbildverlag, Daun 2021, ISBN 978-3-946328-75-9.
- Zwischen Welt- und Wochenmarkt: Ressourcen im Bergischen RheinLand. J.P.Bachem, Köln 2024, ISBN 978-3-7616-3476-9.

### Als Mitverfasser
- als Mitverfasser: Das Weltkulturerbe deutschsprachiger Raum. DuMont, Köln 1994, ISBN 3-7701-3310-2.
- als Mitverfasser: Prag. Multimedia-CD-ROM für Windows. DuMont, Köln 1996, ISBN 3-7701-3618-7.
- als Mitverfasser: Wien. Multimedia-CD-ROM für Windows. DuMont, Köln 1996, ISBN 3-7701-3798-1.
- zusammen mit Marianne Bongartz und Stephanie Henseler: Köln. DuMont-Reise-Taschenbücher, DuMont, Köln 1998 (mehrere Auflagen, zuletzt als DuMont-Reise-Taschenbuch unter diesem Titel im DuMont-Reiseverlag, Ostfildern 2010, ISBN 978-3-7701-7296-2)
- als Mitverfasser: Unser Weltkulturerbe. DuMont, Köln 1998 (spätere Auflagen unter dem Titel Unser Weltkulturerbe. Kunst in Deutschland unter dem Schutz der UNESCO, zuletzt 2005 im DuMont-Literatur-und-Kunst-Verlag, Köln 2005, ISBN 3-8321-7537-7 oder ISBN 3-8321-7279-3)
- als Mitverfasser: Der Rhein – unser Weltkulturerbe. DuMont-Literatur-und-Kunst-Verlag, Köln 2003, ISBN 3-8321-7323-4.
- als Mitverfasser: 100 x Deutschland. Die 100 wichtigsten Kulturdenkmäler. DuMont Kunst-Reiseführer, DuMont-Reiseverlag, Ostfildern 2006, ISBN 3-7701-6395-8.
- als Mitverfasser: Die schönsten Reiseziele Deutschland und Europa. Faszination & Abenteuer, Kunth, München 2007, ISBN 978-3-89944-348-6.
- zusammen mit Claudia Kroth und Wolfgang Oelsner: Kostüme und Masken im Kölner Karneval. Greven, Köln 2007, ISBN 978-3-7743-0396-6.

### Herausgeberschaft
- als Herausgeber: Rhein-Maas-Kulturraum in Europa. Ergebnisse eines Symposions in Aachen (25. – 27. Oktober 1990). Rheinland-Verlag, Köln-Pulheim, und Habelt, Bonn 1991, ISBN 3-7927-1274-1.
- als Herausgeber: „Mit seinem Gold und Nebel“. Das Bergische Land im Spiegel der Literatur. Bücken & Sulzer, Overath 2004, ISBN 3-936405-13-1.
- als Herausgeber: Als müsste ich gleich nach Hause gehen. Düsseldorf im Spiegel der Literatur. Greven, Köln 2006, ISBN 3-7743-0387-8.
- als Mit-Herausgeber: Deutschland - Kultur und Landschaft. Band 2. Die Mitte, koenemann.com GmbH, Köln 2022, ISBN 978-3-7419-3619-7.